# Conseil de l'oblast de Ternopil
8e
Le Conseil de l'oblast de Ternopil est une assemblée élue de l'oblast de Ternopil. Elle possède 64 membres. Elle ne possède pas d'initiative législative. La durée de chaque législature est de cinq ans.

## Composition
| Législature | Élection        | Composition | Composition                                                                                        | Président        |
| ----------- | --------------- | ----------- | -------------------------------------------------------------------------------------------------- | ---------------- |
| 7e          | 25 octobre 2015 |             | Composition : - BBP (18) - VOS (13) - VOB (10) - OS (6) - RPOL (5) - HRNK (5) - HP (4) - UKROP (3) | Viktor Ovcharuk  |
| 8e          | 25 octobre 2020 |             | Composition : - SN (16) - OP (14) - VOB (10) - NK (8) - ZM (en) (7)                                | Mykhailo Holovko |